# Cyclocosmia
Cyclocosmia es un género de arañas migalomorfas de la familia Ctenizidae. Se encuentra en Norteamérica, Centroamérica, este de Asia y sudeste de Asia.

## Lista de especies
Según The World Spider Catalog 11.5:
Originaria de Asia. El abdomen de estas arañas se trunca y termina precipitadamente en un disco endurecido que se ha consolidado por un sistema de costillas y de surcos. Utilizan esto para estorbar la entrada  profunda de 7 a 15 centímetros de su vertical madriguera cuando están amenazados. Las espinas dorsales fuertes están situadas alrededor del borde del disco.
Una araña de las denominadas “tramperas”, que suelen cavar túneles, y se esconden dejando ver sólo su  disco abdominal.
- Cyclocosmia lannaensis Schwendinger, 2005
- Cyclocosmia latusicosta Zhu, Zhang & Zhang, 2006
- Cyclocosmia loricata (C. L. Koch, 1842)
- Cyclocosmia ricketti (Pocock, 1901)
- Cyclocosmia siamensis Schwendinger, 2005
- Cyclocosmia torreya Gertsch & Platnick, 1975
- Cyclocosmia truncata (Hentz, 1841)